# 1912 en Norvège
Chronologie de la Norvège
- 1908
- 1909
- 1910
- 1911
- 1912
- 1913
- 1914
- 1915
- 1916

Cet article présente les faits marquants de l'année 1912 en Norvège ou relatifs à la Norvège.

## Gouvernance
- Haakon VII est roi de Norvège.
- Wollert Konow dirige le gouvernement jusqu'au 20 février puis Jens Bratlie lui succède.

## Événements
- le Prix Nobel de la paix est attribué à Elihu Root.

## Sport
- La Norvège participe aux Jeux olympiques d'été de 1912 à Stockholm. 190 athlètes norvégiens, 188 hommes et 2 femmes, ont participé à 58 compétitions dans 14 sports. Ils y ont obtenu dix médailles : trois en or, deux en argent et cinq de bronze.

## Naissances
- Naissance en Norvège en 1912

## Décès
- Décès en Norvège en 1912